# Alimentation électrique du métro de Paris
Pour un article plus général, voir Métro de Paris.

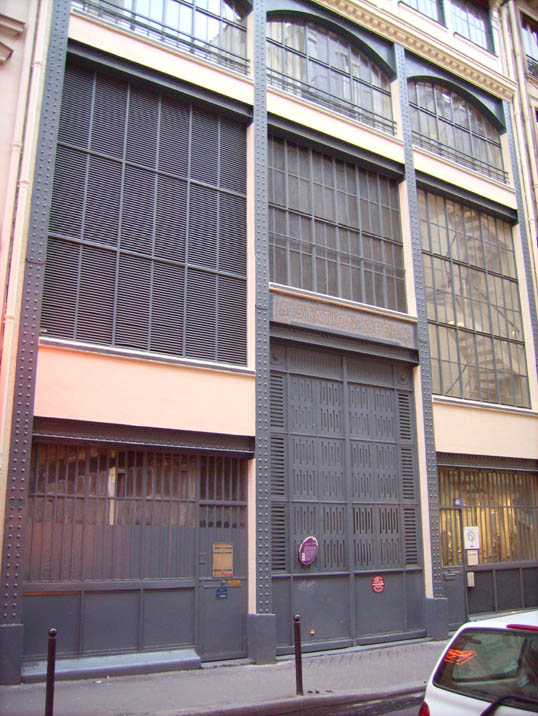
L'ancienne sous-station Opéra.

Le métro de Paris dispose d'un réseau d'alimentation électrique spécifique. L'unité TDE (Transformation et Distribution de l’Énergie électrique) de la RATP est responsable de l'exploitation et de l'entretien des postes haute tension (63 kV et 225 kV), des postes de redressement, des postes d'éclairage-force, des canalisations 15 kV, des caténaires, des rails de traction et des 518 disjoncteurs de voie. L’unité TDE assure la fourniture de l'énergie de traction et d'éclairage à l'ensemble des moyens de transport (métro, RER, tramways), de force (ascenseurs, escaliers mécaniques, ateliers) et d’éclairage électrique des stations et des bâtiments administratifs soit 1,4 TWh par an ; elle étudie et réalise les équipements des postes de redressement des nouvelles lignes. Le service participe à la coopération technique des alimentations électriques des métros et tramways à l'étranger. Cette unité comprend 492 agents répartis sur plusieurs sites en Île-de-France.

## Histoire

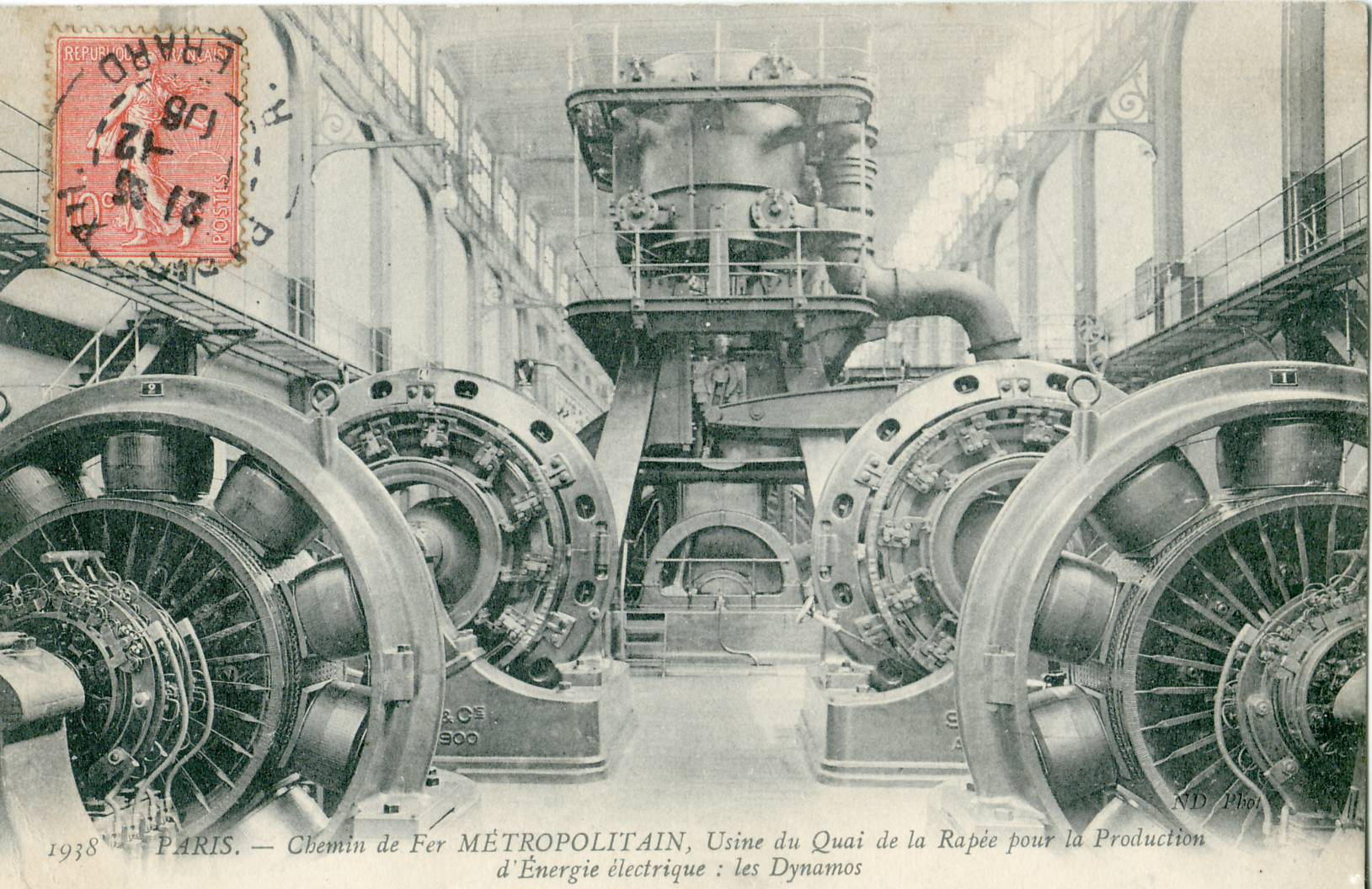
Les génératrices de l'usine de Bercy de la CMP, mise en service en mars 1901.

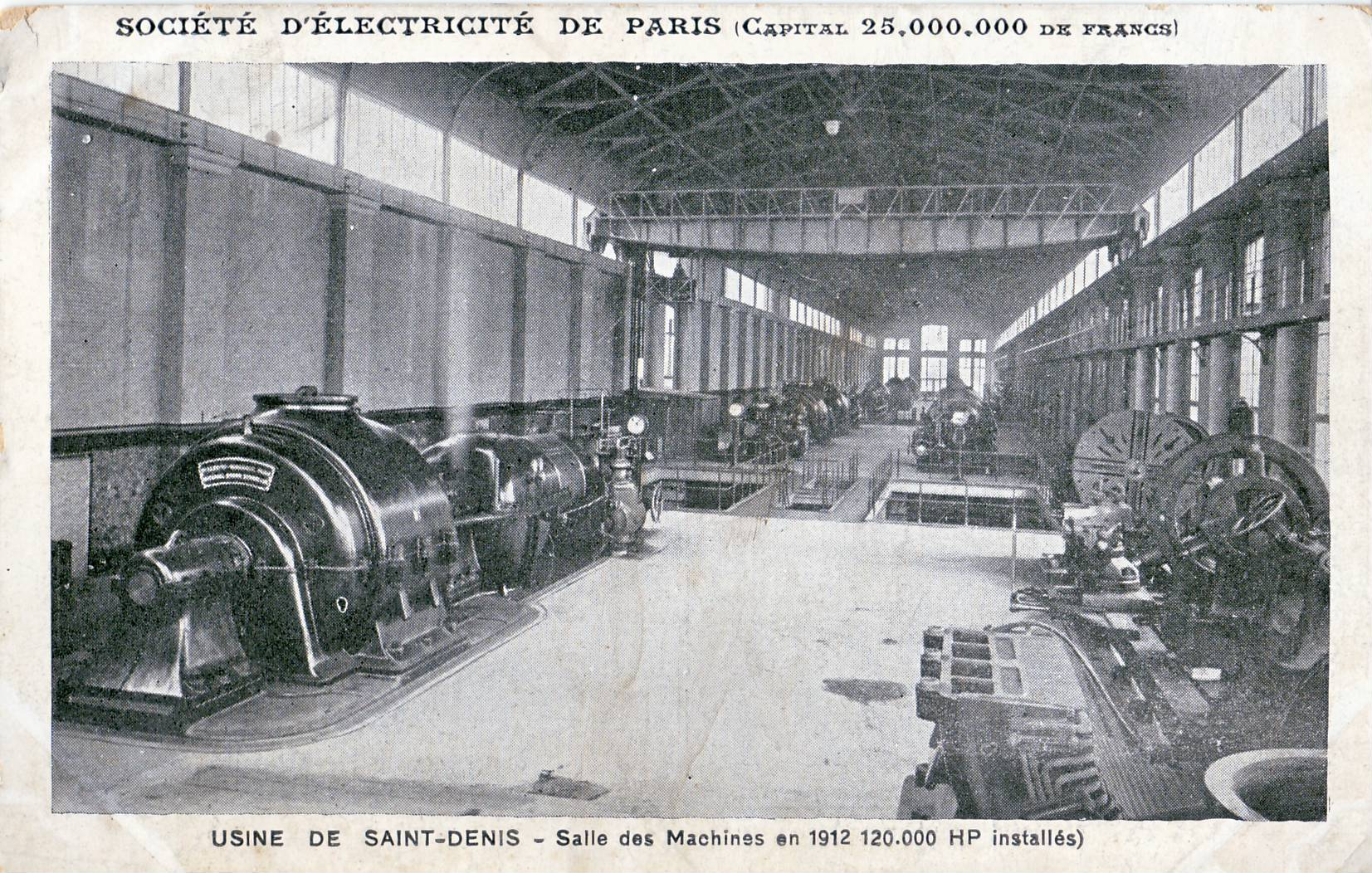
Salle des alternateurs de la centrale électrique de Saint-Denis en 1912.

La Compagnie du chemin de fer métropolitain de Paris (CMP) crée en 1899, à l'image des compagnies de tramway de cette époque, sa propre usine électrique quai de la Rapée, derrière son bâtiment d'administration. Cette usine produit du courant triphasé à 5 000 volts et 25 hertz et alimente les sous-stations de la nouvelle ligne 1. Elle dispose de dix-huit chaudières de 244 m2 de surface de chauffe produisant de la vapeur transformée par trois alternateurs de 1 500 kilowatts. Le courant à haute tension est envoyé aux sous-stations et transformé en courant continu à 600 volts pour l'alimentation en courant de traction et d'éclairage de la ligne. Le passage en 750 volts s'effectue lui au milieu des années 1960, par substitution de postes de redressement aux anciennes machines tournantes dans les sous-stations.
Cependant, cette usine, qui n'ouvre qu'en mars 1901, un an après la mise en service de la ligne 1, se révèle insuffisante, et la CMP doit par ailleurs s'approvisionner auprès de l'usine d'Asnières de la société Le Triphasé, ainsi qu'auprès de l'usine des Moulineaux de la Compagnie générale de Traction. 
Pour répondre aux besoins croissants, la Société d’électricité de Paris (groupe Empain) fait construire de 1903 à 1905 une centrale thermique en bord de Seine dans le quartier Pleyel de Saint-Denis. Équipée de quatre groupes turbo-alternateurs Brown Boveri et Cie de 5-6 MW tournant à 750 tours par minute, elle offre une puissance utile de 20-24 MW (contre 11 MW à l'usine de quai de la Rapée). Le constructeur des 24 chaudières est Babcock & Wilcox, situé à La Courneuve. La conception générale de la centrale dite « Saint-Denis I » est attribuée à l'ingénieur Nicolini, qui procède aux extensions ultérieures : seconde tranche en 1906-1907, troisième en 1910-1911 et quatrième en 1925-1926. Il participe à la conception d'une seconde usine en 1931, de 400 MW (« Saint-Denis II ») , dont les trois premières tranches sont achevées en 1933 (150 MW, six chaudières haute pression Babcock & Wilcox, trois groupes turbo-alternateur de 50 000 KW à 3 000 tours par minute). Les quatrième et cinquième tranches sont élevées en 1943 et 1953. Dès 1969, la centrale est placée en position « déclassement-réserve », avant son déclassement définitif en 1981, victime de la concurrence du nucléaire, et le démantèlement de ses installations en 1986. La centrale de Saint-Denis I est reconvertie en Cité du cinéma par Luc Besson.
L'extension progressive du réseau entraîne la création de nombreuses sous-stations, construites par l'architecte Paul Friesé et alimentées sur chaque ligne en parallèle. Toutefois, le dramatique incendie du métro Couronnes le 10 août 1903, provoqué par un court-circuit, démontre la dangerosité de cette disposition, et provoque la création de sectionnements au droit de chaque sous-station du réseau. Chaque section est dès lors alimentée en parallèle par deux sous-stations, à l'exception des terminus des lignes alimentés par une seule sous-station. Entre 1900 et la Seconde Guerre mondiale, 36 sous-stations électriques sont construites pour adapter la capitale aux évolutions rapides des besoins en électricité, pour le métro et les autres besoins. 
Fin 2010, à la suite d'une mise en concurrence des différents fournisseurs, la RATP décide de ne pas renouveler ses contrats chez EDF et de s'approvisionner, en électricité à partir du 1er janvier 2011, auprès de l'autrichien Verbund et de l'allemand E.ON, pour couvrir 90 % de ses besoins en électricité.

## Aujourd'hui

### Le réseau d'alimentation

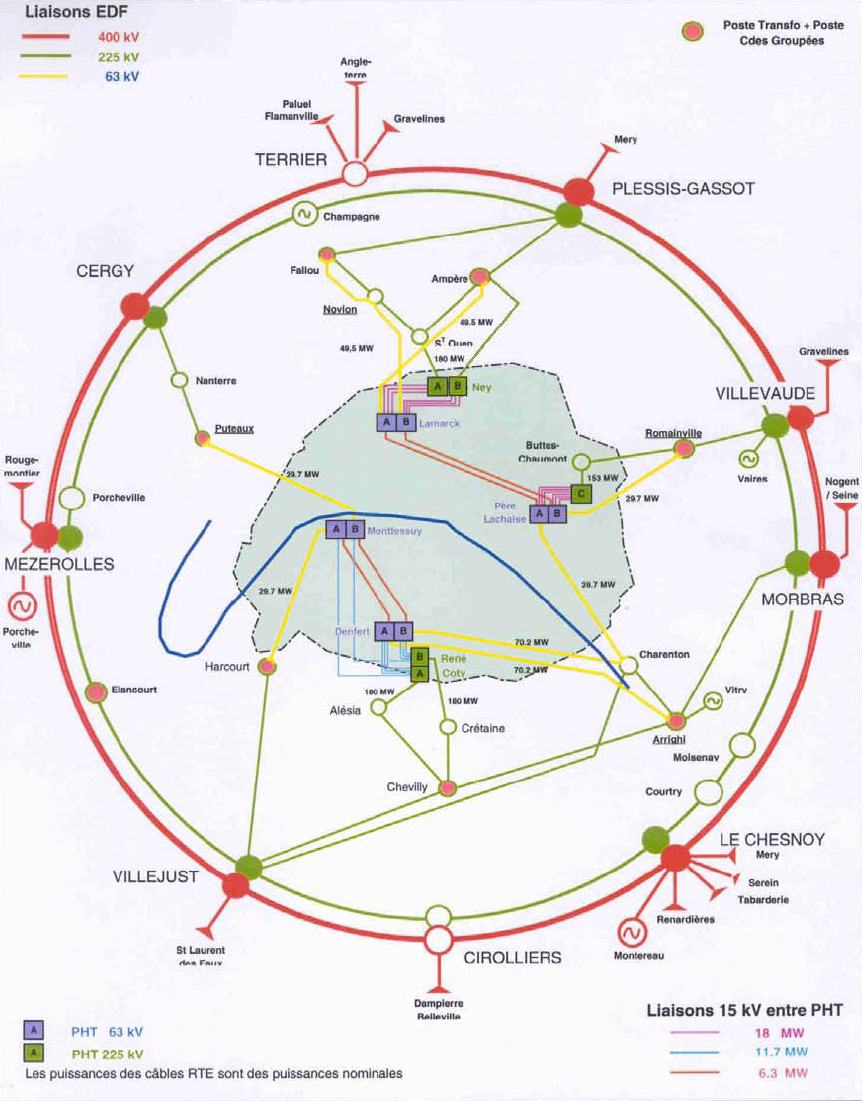
Schéma d'alimentation électrique des PHT de la RATP par RTE.

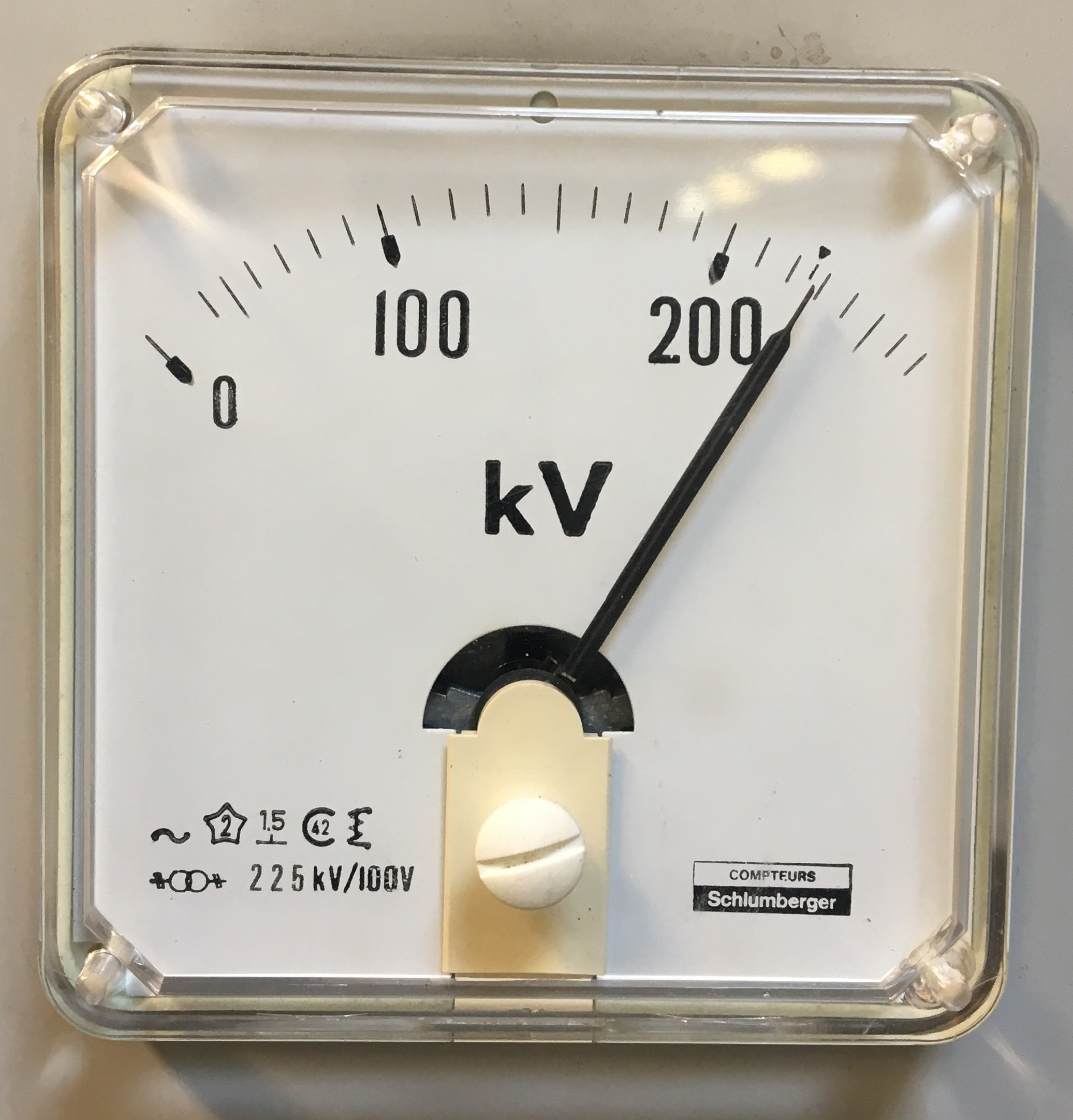
Voltmètre d'un poste à haute tension de la RATP.

L'alimentation du réseau de la RATP est réalisée par le biais des ceintures 63 000 et 225 000 volts du réseau de transport d'électricité (RTE) qui alimentent l'agglomération parisienne. RTE alimente sept postes haute tension (PHT) de la RATP : quatre alimentés en 63 000 volts à Denfert, Lamarck, Montessuy et Père-Lachaise, trois alimentés en 225 000 volts à Ney et René Coty, Père-Lachaise C. De plus, du courant électrique est fourni par Enedis, ex-Électricité Réseau Distribution France (ERDF) à quelques postes de redressement en 20 000 volts. 
Les quatre postes haute tension (postes de transformation 63/15 kV) sont situés :
- PHT DENFERT dans Paris 14e - deux arrivées RTE 63 000 volts - un groupe électrogène de 1,5 MW 15 kV type V16 SEMT Pielstick ;
- PHT LAMARCK dans Paris 18e - deux arrivées RTE 63 000 volts - un groupe électrogène de 1,5 MW 15 kV type V16 SEMT Pielstick ;
- PHT MONTTESSUY dans Paris 7e - deux arrivées RTE 63 000 volts -  3 turbines à gaz de 3 × 1 MW 15 kV de Turbomeca;
- PHT PERE LACHAISE dans Paris 11e - deux arrivées RTE 63 000 volts - un groupe électrogène SEMT de 1,5 MW15 kV type V16 SEMT Pielstick.

Les trois postes haute tension (Postes de transformation 225/15 kV) sont situés :
- PHT PERE LACHAISE C dans Paris 11e - une arrivée RTE 225 000 volts ;
- PHT RENE COTY dans Paris 14e - deux arrivées RTE 225 000 volts - une turbine à gaz Hispano-Suiza de 4,5 MW 15 kV ;
- PHT NEY dans Paris 18e - deux arrivées RTE 225 000 volts - une turbine à gaz Hispano-Suiza de 4,5 MW 15 kV.

Les postes haute tension transforment le courant en 15 000 volts alternatif, et par 2 100 km de câbles 15 000 volts, le distribuent à :
- 127 postes de redressement pour le métro qui fournissent du courant continu à 750 volts ;
- 55 postes de redressement pour le RER A et RER B qui fournissent du courant continu à 1 500 volts à 348 km de caténaires ;
- 21 postes de redressement qui fournissent du courant continu à 750 volts à 74 km de caténaires pour le Tramway (T1, T2, T3) ;
- 6 postes de redressement pour les ateliers ;
- 353 postes éclairage force (PEF) 15 kV/400 V assurent l'éclairage et l'alimentation force des équipements auxiliaires, comme les escaliers mécaniques: - 146 pour le Métro - 102 pour le RER - 97 pour les bâtiments, ateliers...

De plus, en extrémité de quelques longues lignes, le courant électrique est fourni par Enedis en 20 000 volts à :
- 48 postes de redressement ;
- 62 postes éclairage force.

La RATP dispose également de groupes électrogènes en cas de défaillance majeure du fournisseur.

### La gestion de l'énergie

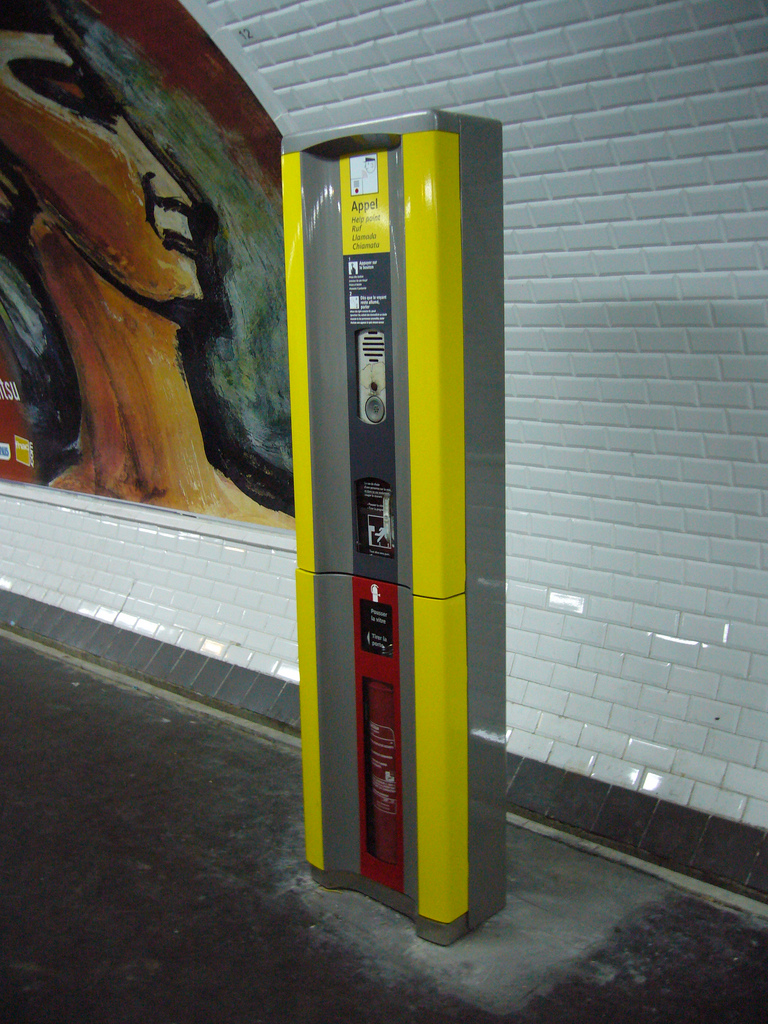
Avertisseur d'alarme à quai.

Le PCEM (Poste de Commande d´Énergie et de Maintenance) est le lieu de : 
- télécommande et télécontrôle des équipements HT du réseau assurant l'alimentation électrique des lignes ferrées de la RATP (Métro, RER, Tramway), des stations, des immeubles administratifs et des ateliers ;
- l'organisation des opérations de maintenance corrective. Grâce aux informations recueillies par la télésurveillance sur l'état des équipements, les interventions curatives sont pilotées en temps réel.

La mise en sécurité d’une ligne par la coupure de l’énergie de traction peut être réalisée :
- soit de manière volontaire :
  - par actionnement de la commande de disjonction générale de la ligne concernée depuis son PCC,
  - par la commande d’ouverture des postes de redressement (PR) alimentant les sections concernées depuis le PCEM,
  - à pied d’œuvre sur une section de ligne, en enlevant une barrette des avertisseurs d'alarme (AA), disposées sur chaque quai de station et tous les cent mètres sur la ligne, en tunnel ou en viaduc[10] ;
- soit de manière automatique par l’ouverture des disjoncteurs ultra-rapides en cas de surconsommation ou de court-circuit sur la ligne (disjonction d’intensité).

### Poste éclairage force
Le poste éclairage force (PEF) 15 kV / 400-231 V est généralement alimenté entre deux artères sélectionnables au niveau de chaque poste éclairage force. Ces deux câbles électriques d'artères vont de poste éclairage force en poste éclairage force et peuvent être alimentés aux quatre extrémités des câbles électriques par deux postes haute tension (PHT). 
La présence de la tension sur chaque artère est indispensable pour tout faire fonctionner. En cas de perte d'alimentation sur une artère, une partie des récepteurs électriques (escaliers mécaniques, moteurs principaux d'ascenseurs, la moitié de l'éclairage) est automatiquement délestée pour ne pas créer de report de charges pouvant créer des pannes en cascades). La réalimentation sans délestage peut être effectuée par l'autre extrémité du câble.

### Poste de redressement

Schéma d'alimentation électrique d'une ligne de métro.

Chaque ligne de métro est alimentée depuis plusieurs postes haute tension différents au travers de postes de redressement qui transforment le courant alternatif en courant continu.
Chaque poste de redressement délivre 750 volts et est lui-même généralement alimenté en 15 000 volts par un poste haute tension RATP ou en 20 000 volts par le réseau public de distribution d'électricité géré par Enedis.
Chaque ligne de métro a son rail de courant relié électriquement par tronçons, découpant ainsi la ligne en plusieurs sections électriques afin de pouvoir ne disjoncter qu'une zone partielle en cas de besoin. Ce découpage augmente aussi la fiabilité de l'alimentation électrique ; en cas de perte d'une des sources haute tension, les quelques postes de redressement non alimentés sont ainsi encadrés par plusieurs autres postes encore alimentés. Pour réalimenter une section, il suffit de la basculer d'une source à une autre.

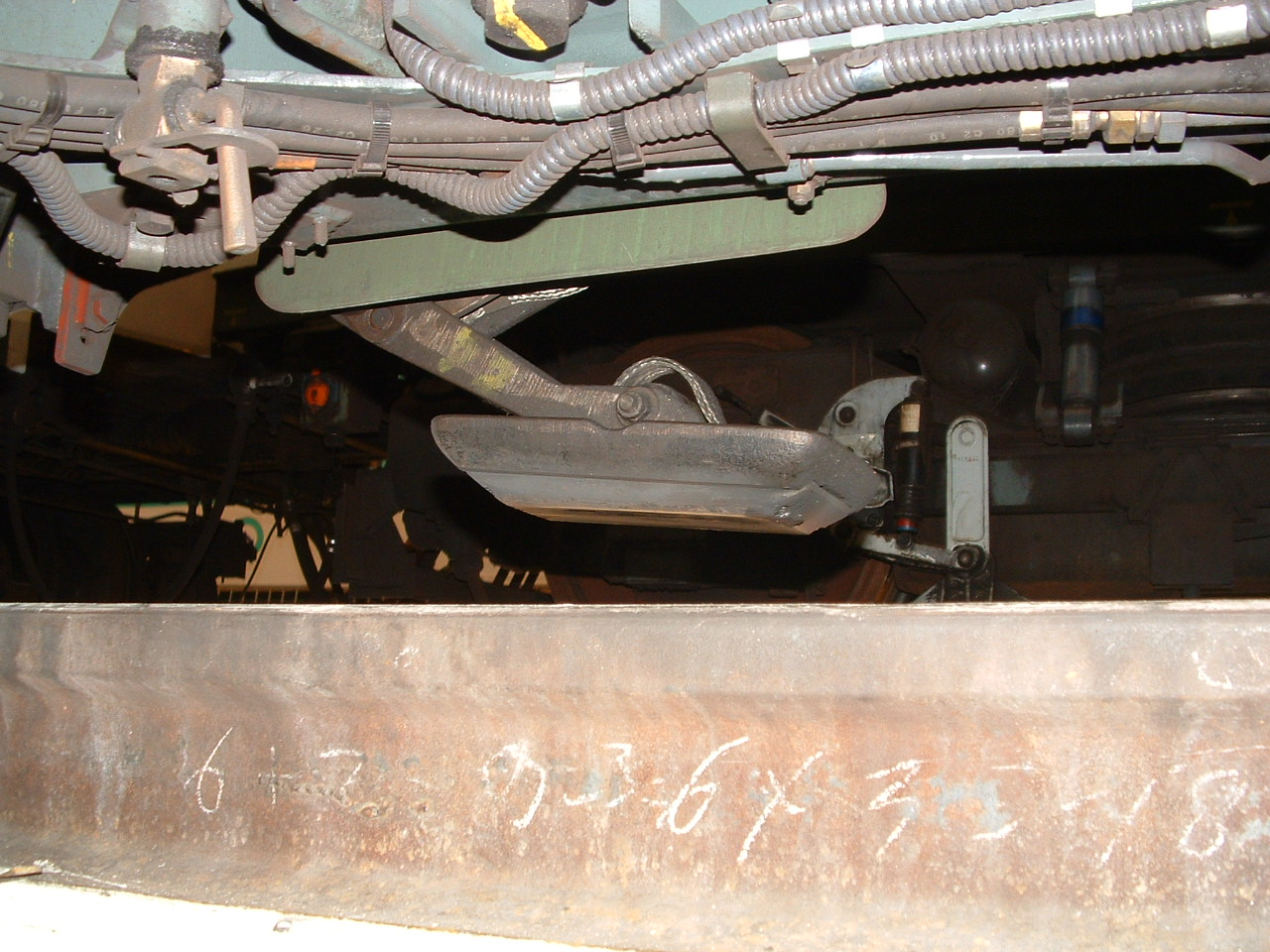
Capteur de courant sur un train MF 77.

## Énergie consommée

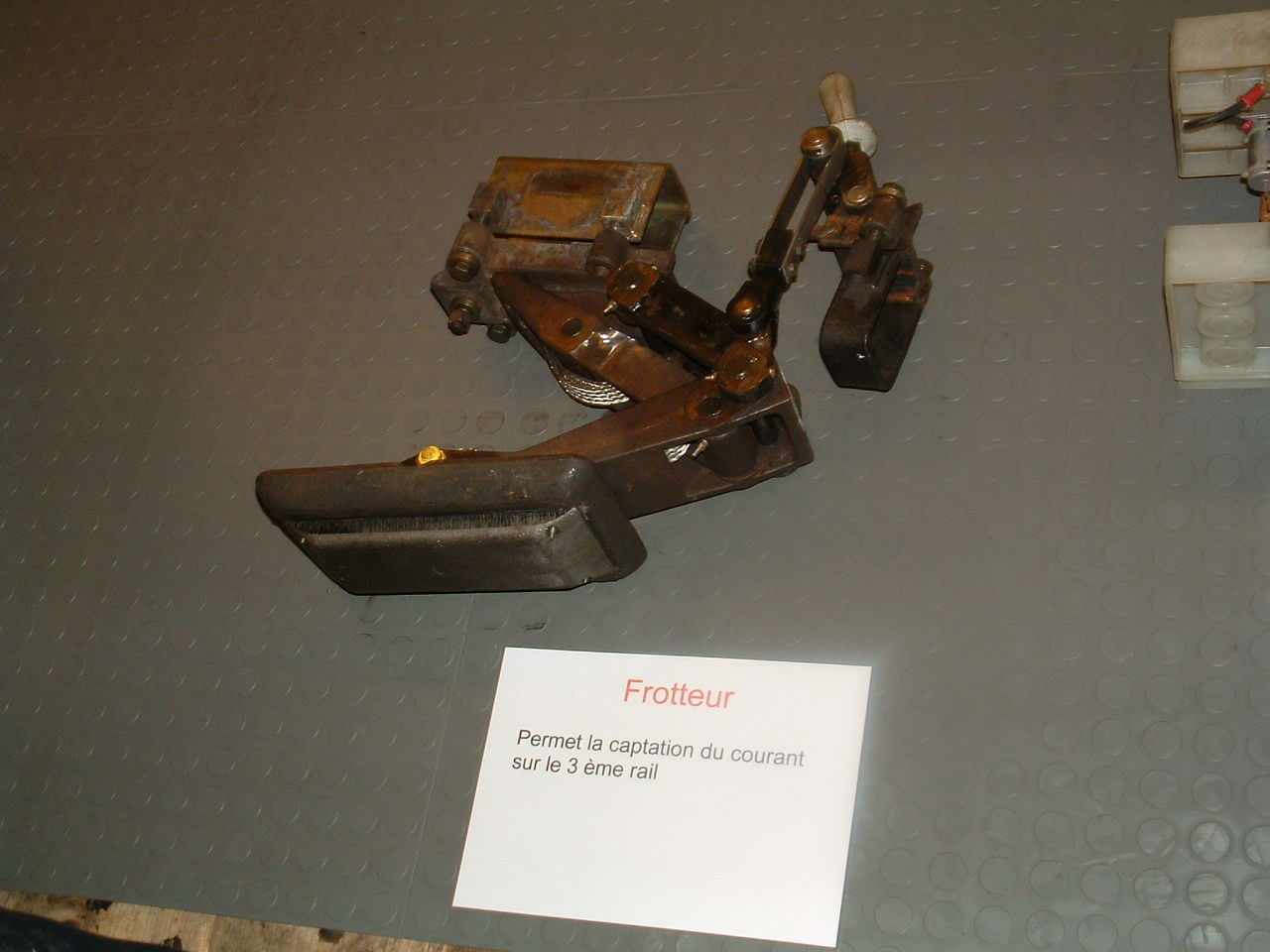
Vue complète d'un frotteur 3e rail.

Le métro parisien consommait en 1900 trois millions de kilowatts-heures en électricité, et en 1994 plus d'un milliard de kilowatts-heures. En 2004, la consommation annuelle du métro parisien était équivalente à celle d'une ville de 120 000 habitants.
En 2020, l'énergie consommée par la RATP s'élevait à 2,4 térawattheures (TWh) soit 2 400 000 000 kilowattheures par an, soit la production mensuelle de trois réacteurs nucléaires, soit l´équivalent de la consommation électrique annuelle d´une ville de 350 000 habitants, telle que Lille ou Bordeaux ou Nice. La puissance électrique nécessaire aux heures de pointe s'élève à 260 mégawatts (MW).
Part de l'énergie consommée par la traction: Métro, RER, Tramway :  75 %
- Gares et Stations (ventilation, les escaliers mécaniques, les ascenseurs, etc) : 12 %
- Immeubles administratifs : 3 %
- Ateliers : 10 %

## Liste des sous-stations électriques
Paris a compté 36 sous-stations électriques, dont une quinzaine ont été détruites, de nombreuses ayant été reconverties depuis la fin de leur vocation originelle. Quatre sont classées aux monuments historiques depuis 1992.
Protégées
- Sous-station Bastille (4e arrondissement)
- Sous-station Opéra (9e arrondissement)
- Sous-station Auteuil (16e arrondissement)

Autres
- Sous-station du 19, rue Chanoinesse (4e arrondissement)
- Sous-station Sèvres (6, rue Juliette-Récamier, 7e arrondissement)
- Sous-station Denfert-Rochereau (26, rue Victor-Considérant, 14e arrondissement)
- Sous-station République du 3, rue Rampon (11e arrondissement)
- Sous-station Grenelle (135, boulevard de Grenelle, 15e arrondissement)
- Sous-station Necker (5, impasse de l'Enfant-Jésus, 15e arrondissement)
- Ancienne Centrale thermique de Saint-Denis
- Sous-station Ménilmontant dont l'emplacement a accueilli le PHT « Père Lachaise C »